# 国鉄タキ29300形貨車
国鉄タキ29300形貨車（こくてつタキ29300がたかしゃ）は、1976年（昭和51年）から製作された、濃硫酸専用の 39 t 積 貨車（タンク車）である。
私有貨車として製作され、日本国有鉄道（国鉄）に車籍編入された。1987年（昭和62年）4月の国鉄分割民営化後は日本貨物鉄道（JR貨物）に車籍を承継されている。

## 概要
1976年（昭和51年）4月28日から2004年（平成16年）にかけて、総数62両（コタキ29300 - コタキ29361）が富士重工業（22両）、川崎重工業（20両）、日本車輌製造（20両）の3社で製作された。
それまで製作されていた濃硫酸専用40 t 積タンク車タキ5750形の後継として製作された車両である。1974年（昭和49年）の保安対策に伴う諸基準の改訂に伴い、フレームレス構造・側梁なし台枠を持つ貨車の製作が禁止されたことを受け、台枠に側梁を設け、台車にコロ軸受を採用した。そのため、自重が増加し、荷重はタキ5750形と比べて1 t 減少している。
記号番号表記は特殊標記符号「コ」（全長 12 m 以下）を前置し「コタキ」と標記する。
落成時の所有者は、三井金属鉱業、古河鉱業（その後古河機械金属へ社名変更）、三井金属三池精錬所、日本陸運産業および同和鉱業である。1984年（昭和59年）11月21日に三井金属三池精錬所所有車1両（コタキ29306）が三井金属鉱業へ名義変更された。1988年（昭和63年）8月6日に三井金属鉱業所有車2両（コタキ29300、コタキ29306）が神岡鉱業へ名義変更された。
1979年（昭和54年）10月より化成品分類番号「侵（禁水）84」（侵食性の物質、水と反応する物質、腐食性物質、禁水指定のもの）が標記された。

### 年度別製造数
各年度による製造会社と両数、所有者は次のとおりである。（所有者は落成時の社名）
- 昭和51年度 - 1両
  - 富士重工業 1両 三井金属鉱業（コタキ29300）
- 昭和52年度 - 5両
  - 川崎重工業 5両 古河鉱業（コタキ29301 - コタキ29305）
- 昭和53年度 - 1両
  - 富士重工業 1両 三井金属三池精錬所（コタキ29306）
- 昭和54年度 - 5両
  - 川崎重工業 5両 古河鉱業（コタキ29307 - コタキ29311）
- 昭和55年度 - 10両
  - 川崎重工業 10両 古河鉱業（コタキ29312 - コタキ29321）
- 平成2年度 - 10両
  - 富士重工業 10両 日本陸運産業（コタキ29322 - コタキ29331）
- 平成4年度 - 10両
  - 富士重工業 10両 同和鉱業（コタキ29332 - コタキ29341）
- 平成14年度 - 5両
  - 日本車輌製造 5両 同和鉱業（コタキ29342 - コタキ29346）
- 平成15年度 - 10両
  - 日本車輌製造 10両 同和鉱業（コタキ29347 - コタキ29356）
- 平成16年度 - 5両
  - 日本車輌製造 5両 同和鉱業（コタキ29357 - コタキ29361）

## 構造
タンク体はコタキ29300 - コタキ29341は耐候性高張力鋼製で塗色は黒、コタキ29342以降は耐硫酸性鋼製で無塗装（銀）である。
荷役方式は、搬入は上部の注入口から、搬出は空気弁から空気を注入加圧して上部液出弁から行う上入れ・上出し方式である。
台枠はタキ5750形では自重軽減のために車体側面の側梁を省略していたが、本形式では保安向上のために側梁を設けた。
ブレーキ装置はコタキ29300 - コタキ29321は手ブレーキと積空ブレーキ、コタキ29322以降は手ブレーキとCSD型積空ブレーキである。
台車はスリーピース形状の台車が採用されており、コタキ29300 - コタキ29306はTR225-1、コタキ29307以降はTR213Cである。
下回りの塗色はコタキ29300 - コタキ29341は黒、コタキ29342以降はグレーである。

## 運用の変遷・現況
本形式は、1980年（昭和55年）までに22両が製作された時点で製作は一旦中止され、その後の増備は国鉄の財政難もあり、余剰車両活用の観点からタキ45000形の台枠を流用して改造名義で製作したタキ46000形が1985年（昭和60年）に登場し、製作はそちらに移行したが、1987年（昭和62年）4月の国鉄分割民営化に際しては22両全車がJR貨物へ継承された。1991年（平成3年）からタキ46000形の種車であるタキ45000形が枯渇したため、本形式の製作が再開され、2004年までに40両が増備された。なお、2002年（平成14年）以降の増備車は初期車が廃車された後に新製されているため、62両全車が同時に在籍していたことはない。
1994年（平成6年）から廃車が開始され、その後も鉄道による硫酸輸送の減少から廃車が進み、2010年（平成22年）4月1日の時点では42両が在籍している。
なお、タキ29312が廃車後、わたらせ渓谷鐵道足尾駅構内で静態保存されている。